# Послушник

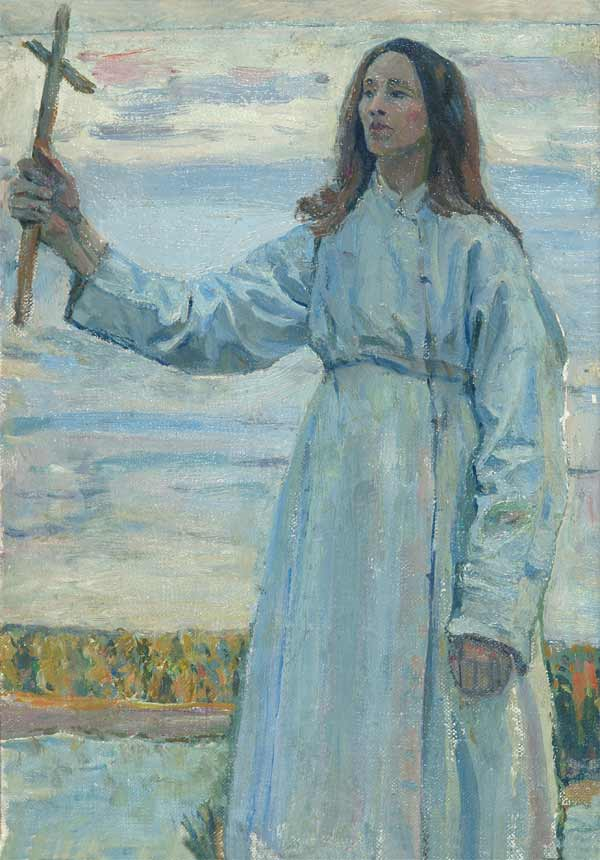
М. Нестеров Послушник з хрестом

Послу́шник (заст. укр. бентег) — у православних монастирях — особа, що готується до прийняття чернецтва. Послушники не дають чернечих обітниць, не належать до чернечого братства, не називаються монахами й не носять повного чернечого одягу. Виконують різні послухи, тобто виконують усю роботу в храмі й у монастирському господарстві.
Як синонім до слова «послушник» іноді вживається найменування паламар.
У значенні «послушник» також іноді вживають застаріле слово «слимак».